# Adelajda od Auxerrea
Adelajda od Auxerrea je bila vojvotkinja Burgundije.
Rođena je o. 849.
Njeni roditelji su bili Konrad II. Mlađi i njegova žena Waldrada od Wormsa. Brat Adelajde je bio kralj Rudolf I. Burgundski.
Muž joj je bio Rikard Burgundski. Dobili su 6 djece:
- Rudolf, kralj Francuske,[3] muž Eme
- Hugo Crni[4]
- Boso
- Ermengarda Burgundska
- Adelajda Burgundska
- Richilda Burgundska